# Loggins and Messina
Loggins and Messina sono un duo statunitense di rock-pop formato da Kenny Loggins e Jim Messina che ebbe il maggior successo agli inizi degli anni '70 con brani come "Danny's Song", "House at Pooh Corner", e "Your Mama Don't Dance". Dopo aver venduto oltre 16 milioni di dischi, i due si separarono nel 1976. Solo Loggins ebbe successo negli anni '80 con singoli legati a colonne sonore.

## Storia

### 1971-1976
Jim Messina, già membro di Poco e Buffalo Springfield, lavorava come produttore discografico indipendente per la Columbia Records nel 1970 quando incontrò Kenny Loggins, cantante/cantautore e chitarrista poco conosciuto che aveva firmato con la ABC-Dunhill come compositore di brani.
I due registrarono una serie di composizioni di Loggins nel soggiorno di casa di Messina. Quando la Columbia offrì a Loggins un contratto di sei album (con l'assistenza di Messina), la registrazione iniziò per l'album di debutto di Loggins, con Messina come produttore. Messina originariamente intendeva prestare il suo nome al progetto Loggins solo per aiutare a presentare lo sconosciuto Loggins al pubblico ben consolidato di Buffalo Springfield e Poco. Ma quando l'album fu completato, Messina aveva contribuito così tanto all'album - in termini di scrittura, arrangiamento, strumentazione e voce - che nacque una sorta di duo.
Il loro album di debutto fu pubblicato nel novembre 1971 come "Kenny Loggins with Jim Messina Sittin' In". Il primo singolo dell'album, Vahevala (o Vahevella o Vaheevella) dal gusto caraibico, ottenuto successo su WCFL il 18 maggio 1972. Sia Vahevala che Nobody But You raggiunsero la Hot 100. Sebbene l'album fosse passato inosservato alla radio al momento della pubblicazione, alla fine guadagnò popolarità nell'autunno del 1972, in particolare nei campus universitari, dove la coppia fece molti concerti. Le armonie di Loggins e Messina si intrecciavano così bene che quello che era iniziato come un progetto per un album unico divenne un'entità a sé. Il pubblico considerava la coppia come un vero duo piuttosto che come un atto solista con un noto produttore. Invece di continuare a produrre con Loggins come unico interprete, gli artisti decisero di registrare come duo - Loggins & Messina.
"Quando è uscito il nostro primo album, Sittin' In, abbiamo iniziato a ricevere un sacco di entusiasmo per la musica e le buone vendite", ricorda Messina nel 2005. "Avevamo una scelta. O io ora vado avanti e continuo di produrlo e facciamo la carriera da solista oppure restiamo insieme e lasciamo che questo funzioni. Per quanto mi riguarda, non avevo voglia di tornare in tour. Ne avevo abbastanza e volevo produrre dischi. MaClive Davis (allora presidente della casa discografica) intervenne e disse: 'Sapete, penso che commettereste un errore se voi ragazzi non coglieste questa opportunità. Cose del genere accadono solo una volta nella vita. Potrebbe meritare di dormirci sopra durante la notte e di prendere una decisione che sarà nel tuo migliore interesse.' Aveva assolutamente ragione. Anche Kenny prese la decisione. Ha ritardato la sua carriera da solista, ma gli ha dato l'opportunità, credo, di averne una".
Messina compose la Kenny Loggins Band convocando i vecchi amici Larry Sims (bassista) e Merel Bregante (batterista), ex The Sunshine Company, il multireedista Jon Clarke, il violinista / multireedista Al Garth e il famoso tastierista, compositore e produttore discografico Michael Omartian, che suonò nell'album di debutto, ma non si è unito a loro in tour, sebbene abbia suonato le tastiere nei secondo e terzo album. Il percussionista con base a Los Angeles Milt Holland suonò in ciascuno degli album in studio del duo, ma come Omartian, non andò in tour con loro.
Nel corso dei quattro anni successivi produssero altri cinque album originali, più un album di cover di altri artisti e due album live. Vendettero 16 milioni di dischi e furono il duo di maggior successo dei primi anni '70, superato successivamente nel decennio solo da Hall & Oates. Il loro lavoro fu seguito da altri importanti artisti, tra cui Lynn Anderson, che registrò Listen to a Country Song nel 1972 e raggiunse la terza posizione nelle classifiche, e Anne Murray, che ha raggiunto la top ten degli Stati Uniti con Danny's Song all'inizio del 1973 e la top 20 degli Stati Uniti con A Love Song all'inizio del 1974. Un album di grandi successi, The Best of Friends, fu pubblicato un anno dopo la separazione del duo. Gli ultimi album in studio spesso videro Loggins e Messina come due artisti solisti che condividono lo stesso disco piuttosto che come una vera partnership. Come hanno notato sia Loggins che Messina nel 2005, la loro collaborazione alla fine diventò più una competizione.
Mai veramente una squadra di veri eguali a causa della natura "insegnante / apprendista" dei loro livelli di esperienza musicale, la coppia all'inizio del 1976 si separò in silenzio e amichevolmente per perseguire la carriera da solista, dopo l'uscita di Native Sons. Prima dell'ultimo tour del duo, Loggins si tagliò accidentalmente una mano con un coltello mentre praticava il suo hobby di intagliare il legno a casa, cosa che richiese un intervento chirurgico e gli impedì di suonare la chitarra per la maggior parte del loro tour finale. Dopo un concerto finale alle Hawaii, il duo si sciolse e iniziò la carriera da solista. Messina trovò un successo sfuggente come solista ma Loggins divenne uno dei più grandi produttori di successo degli anni '80.

### Reunion
I due si riunirono nel 2005 per scegliere le tracce per una compilation con singoli e altri brani The Best: Sittin 'In Again, che si è rivelata abbastanza efficace da consentir loro di intraprendere un tour insieme, "Sittin 'In Again", effettuato nella seconda metà del 2005. "Ogni due anni ne parlavamo, ma mi divertivo troppo come artista solista", ha detto Loggins quell'estate. "È stato molto gratificante per me, e non ero pronto a condividere le redini. Avevo ancora molte cose da fare da solo, per mettermi alla prova e per esprimermi, in un modo che non si sarebbe adattato con Loggins & Messina. "
I due proseguirono nei progetti di collaborazione e fecero un altro tour nel 2009. "Come la maggior parte delle relazioni, siamo stati un momento nel tempo", ha detto Loggins. "È davvero divertente essere in grado di tornare indietro e celebrarlo e semplicemente onorarci l'un l'altro come uomini adulti, in un modo che non abbiamo mai fatto davvero allora. Eravamo giovani e competitivi e non ci rendevamo conto che non si tratta necessariamente di ottenere ciò che vuoi, ma lo impari se cresci ".
I membri della loro band cambiarono da album ad album, con i componenti di base elencati sotto. Molti album videro la collaborazione di musicisti famosi nel loto campo: John Townsend e Ed Sanford, in seguito della Sanford-Townsend Band (Smoke from a Distant Fire), contribuirono a cori e composizione al loro ultimo album in studio, Native Sons.

## Formazione

### Formazione attuale
- Kenny Loggins - voce, chitarra elettrica, chitarra acustica, armonica a bocca (1971-1976, 2005-in attività)
- Jim Messina - voce, chitarra elettrica, chitarra acustica, mandolino, dobro (1971-1976, 2005-in attività)

### Formazione dal vivo
- Al Garth - sassofono tenore, clarinetto basso, sassofono contralto, violino, flauto dolce, viola, percussioni, steel pan e canto
- Merel Bregante - batteria, percussioni, timbales e voce
- Michael Omartian - tastiere, percussioni e concertina
- Vince Denham - flauto, clarinetto basso, sassofono contralto, sassofono soprano e sassofono tenore
- Don Roberts - clarinetto, flauto contralto, sassofono contralto, sassofono baritono, sassofono soprano e sassofono tenore
- Steve Forman - percussioni, vibrafono
- David Paich - tastiere
- Dave Wallace - sintetizzatore
- Chris Brooks - koto
- Michel Rubini - tastiere
- Richard Greene - violino, mandolino, mandoloncello

### Ex componenti
- Jon Clarke - sassofono baritono, corno inglese, flauto, sassofono tenore, sassofono soprano, sassofono basso, clarinetto basso, flauto dolce, flauto basso, oboe, steel pan e percussioni (-2005)
- Milt Holland - percussioni (-2005)
- Larry Sims - basso e canto (-2014)

## Discografia

### Album in studio
- 1971 - Sittin' In
- 1972 - Loggins and Messina
- 1973 - Full Sail
- 1974 - Mother Lode
- 1975 - So Fine
- 1976 - Native Sons

### Album dal vivo
- 1974 - On Stage
- 1977 - Finale
- 2005 - Live: Sittin' In Again at the Santa Barbara Bowl

### Raccolte
- 1976 - The Best of Friends
- 1980 - The Best of Loggins & Messina
- 2005 - The Best: Sittin' in Again

### Singoli
- 1972 - Vahevala
- 1972 - Nobody But You
- 1972 - Your Mama Don't Dance
- 1973 - Thinking of You
- 1973 - My Music
- 1974 - Watching The River Run
- 1975 - Changes
- 1975 - Growin
- 1975 - I Like It Like That
- 1975 - A Lover's Question